# Бергс, Зизу
Зизу Бергс (нидерл. Zizou Bergs; род. 3 июня 1999, Ломмел, Бельгия) — бельгийский теннисист.

## Общая информация
Отец — Коэн работает в железнодорожной компании; мать — Анн-Ми по профессии фотограф; есть брат — Максим, лыжный инструктор. Родители назвали его Зизу в честь французского футболиста Зинедина Зидана, который имел такое прозвище.
Начал играть в теннис в три года вместе с отцом, а в восемь лет поступил в теннисную академию. Любимое покрытие — хард в закрытых помещениях; любимый турнир — Антверпен; кумирами в детстве в мире тенниса были Энди Роддик и Жо-Вильфрид Тсонга. Болельщик футбольного клуба Мехелен.

## Спортивная карьера
Бергс дебютировал в основной сетке турнира ATP-тура на турнире в Антверпене в 2020 году, получив уайлд-кард в одиночном разряде. В первом раунде он одержал свою первую победу, обыграв Альберта Рамоса в двух сетах подряд, а затем в трех сетах обыграл 17-ю ракетку мира Карена Хачанова.
Бергс выиграл свой первый титул в «серии челленджер» в Санкт-Петербурге в марте 2021 года, а позже в том же месяце он выиграл свой второй титул на «челленджере» в Лилле. В июне Зизу выиграл свой третий «челленджер» в Алматы.
В июле 2021 года вышел во второй круг на Открытом чемпионате Швейцарии в Гштаде, в первом победил немца Оскара Отте.
В 2023 году дебютировал и победил в квалификации Открытого чемпионата Австралии. В первом раунде основного турнира он проиграл сербу Ласло Дьёре.
На Открытом чемпионате Майами 2023 года получил уайлд-кард, но проиграл в первом же раунде Танаси Коккинакису.
После двухмесячного перерыва в АТР-туре из-за разрыва связок на левом запястье Бергс вернулся на Открытый чемпионат Чэнду 2023 года, получив уайлд-кард, но сразу же проиграл Душану Лайовичу.
В апреле 2024 года Бергс выиграл свой первый матч в сезоне на турнире ATP-тура в Хьюстоне, обыграв в первом раунде участника квалификации Патрика Кипсона, а во втором раунде уступил первому сеяному Бену Шелтону. Затем Бергс вышел в финал турнира ATP Challenger Tour в Сарасоте, проиграв в финале Танаси Коккинакису, а затем в качестве действующего чемпиона в Таллахасси, победив Митчелла Крюгера в финале, завоевал свой восьмой титул на Челленджерах.
Зизу получил уайлд-кард для участия в основной сетке Мастерса в Мадриде, где он дебютировал. Позже прошёл квалификацию в основную сетку Мастерса в Риме, но в первом раунде проиграл именитому Рафаэлю Надалю.
В мае 2024 года, на Открытом чемпионате Франции, Бергс, победив в квалификации, дебютировал в основной сетке турнира. В первом раунде обыграл 24-го сеяного Алехандро Табило из Чили, затем переиграл Максимилиана Мартерера из Германии и только в третьем раунде уступил Григору Димитрову.

## Рейтинг на конец года
| Год  | Одиночный рейтинг | Парный рейтинг |
| 2024 | 71                | 856            |
| 2023 | 129               | 269            |
| 2022 | 129               | 998            |
| 2021 | 192               | 507            |
| 2020 | 437               | 723            |
| 2019 | 558               | 699            |
| 2018 | 418               |                |
| 2017 | 961               | 1138           |
| 2016 | 1759              |                |

## Выступления на турнирах

### Финалы турнировATPв одиночном разряде (2)

#### Поражения (2)
| Легенда                    |
| -------------------------- |
| Турниры Большого шлема (0) |
| Итоговый турнир ATP (0)    |
| Мастерс (0)                |
| АТР 500 (0)                |
| АТР 250 (0)                |

| №  | Дата           | Турнир                  | Покрытие | Соперник в финале | Счёт       |
| 1. | 11 января 2025 | Окленд, Новая Зеландия  | Хард     | Гаэль Монфис      | 3-6 4-6    |
| 2. | 15 июня 2025   | Хертогенбос, Нидерланды | Трава    | Габриэль Диалло   | 5-7 6-7(8) |